# Mosquée du vendredi

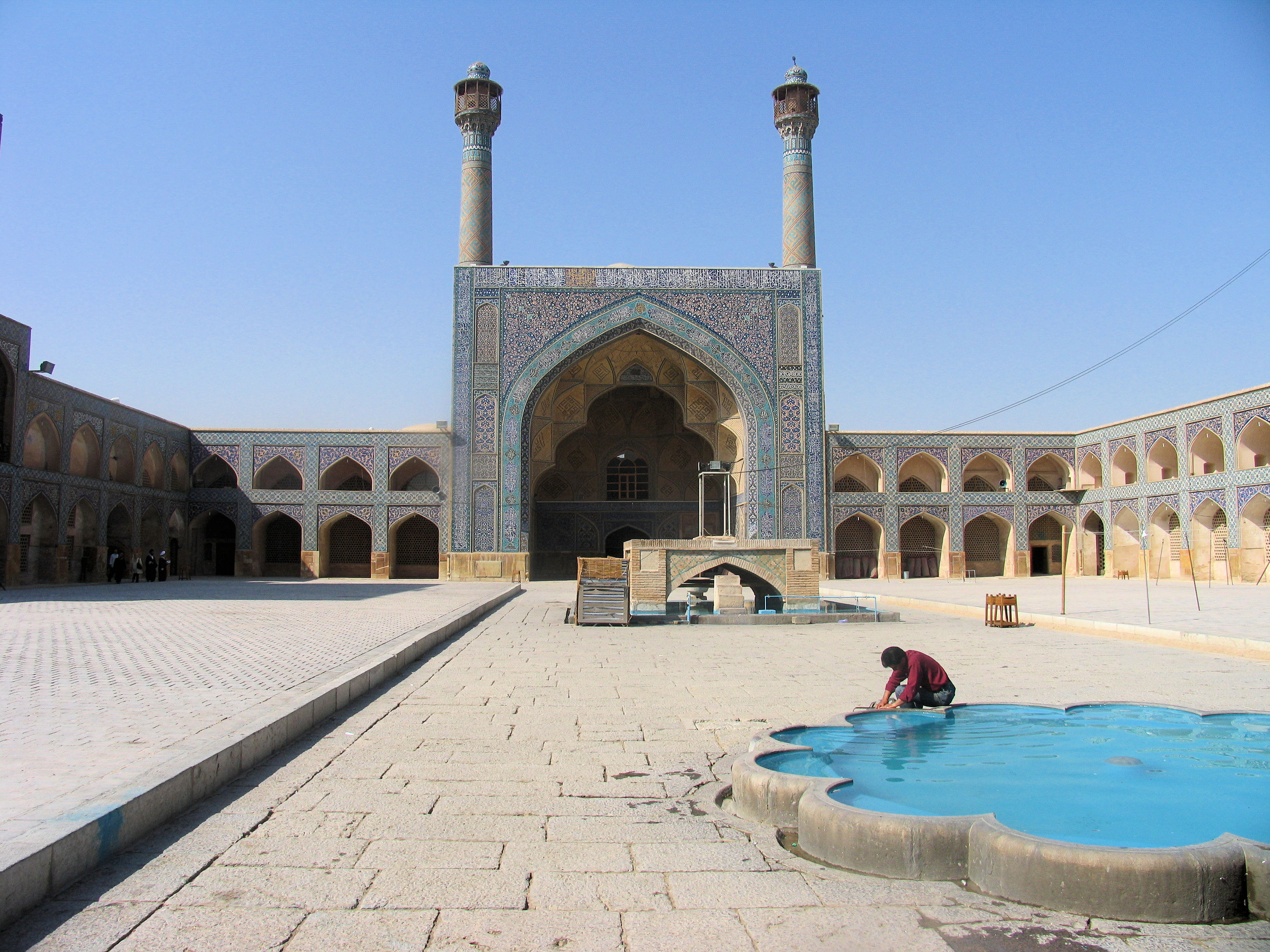
La Grande Mosquée d'Ispahan, en Iran, une grande mosquée historique.

Une mosquée du vendredi (arabe : مَسْجِد جَامِع, masjid jāmi‘, ou simplement : جَامِع, jāmi‘; turc : Cami), ou parfois grande mosquée (arabe : جامع كبير, jāmi‘ kabir; turc : Ulu Cami) ou mosquée congrégationnelle, est une mosquée devant accueillir les prières du vendredi midi (jumu'ah). Elle peut également accueillir les prières de l'Aïd dans les situations où il n'y a pas de musalla ou d'eidgah (en) disponible à proximité pour accueillir les prières. Au début de l'histoire islamique, le nombre de grandes mosquées dans une ville était strictement limité. Au fur et à mesure que les villes et les populations augmentaient au fil du temps, il est devenu plus courant pour de nombreuses mosquées d'accueillir les prières du vendredi dans la même zone,.

## Étymologie
Le terme arabe complet pour ce type de mosquée est masjid jāmi‘ (en arabe : مَسْجِد جَامِع), qui est généralement traduit par « mosquée congrégationnelle ». « Congrégationnelle » est utilisé pour traduire jāmi‘ (جَامِع), qui vient de la racine sémitique arabe « ج - م - ع » qui signifie « rassembler » ou « unifier » (forme verbale : جمع et يجمع),. En arabe, l'expression est généralement simplifiée en jāmi‘ (جَامِع). De même, en turc le terme cami (prononciation turque : d͡ʒami) est utilisée dans le même but. Comme la distinction entre une « mosquée congrégationnelle » et d'autres mosquées a diminué dans l'histoire plus récente, les termes arabes masjid et jāmi‘ sont devenus plus interchangeables,.
Dans les nations musulmanes non arabes, le mot jāmi‘ (« ce qui rassemble ou assemble ») est souvent confondu avec un autre mot de la même racine, jumu‘ah (arabe : جُمُعَة, littéralement : « assemblée, rassemblement »), un terme qui fait référence aux prières du vendredi midi (arabe : صَلَاة الْجُمُعَة (ṣalāṫ al-jumu‘ah), littéralement : « prière de l'assemblée ») ou au vendredi lui-même (arabe : يَوْم الْجُمُعَة (yawm al-jumu‘ah), littéralement : « jour d'assemblée »). Cela est dû au fait que les prières jumu'ah nécessitent des congrégations et ne se déroulent que dans les mosquées congrégationnelles, généralement la mosquée principale ou la mosquée centrale d'une ville, et par conséquent, elles sont également parfois connues sous le nom de mosquées du vendredi.

## Historique

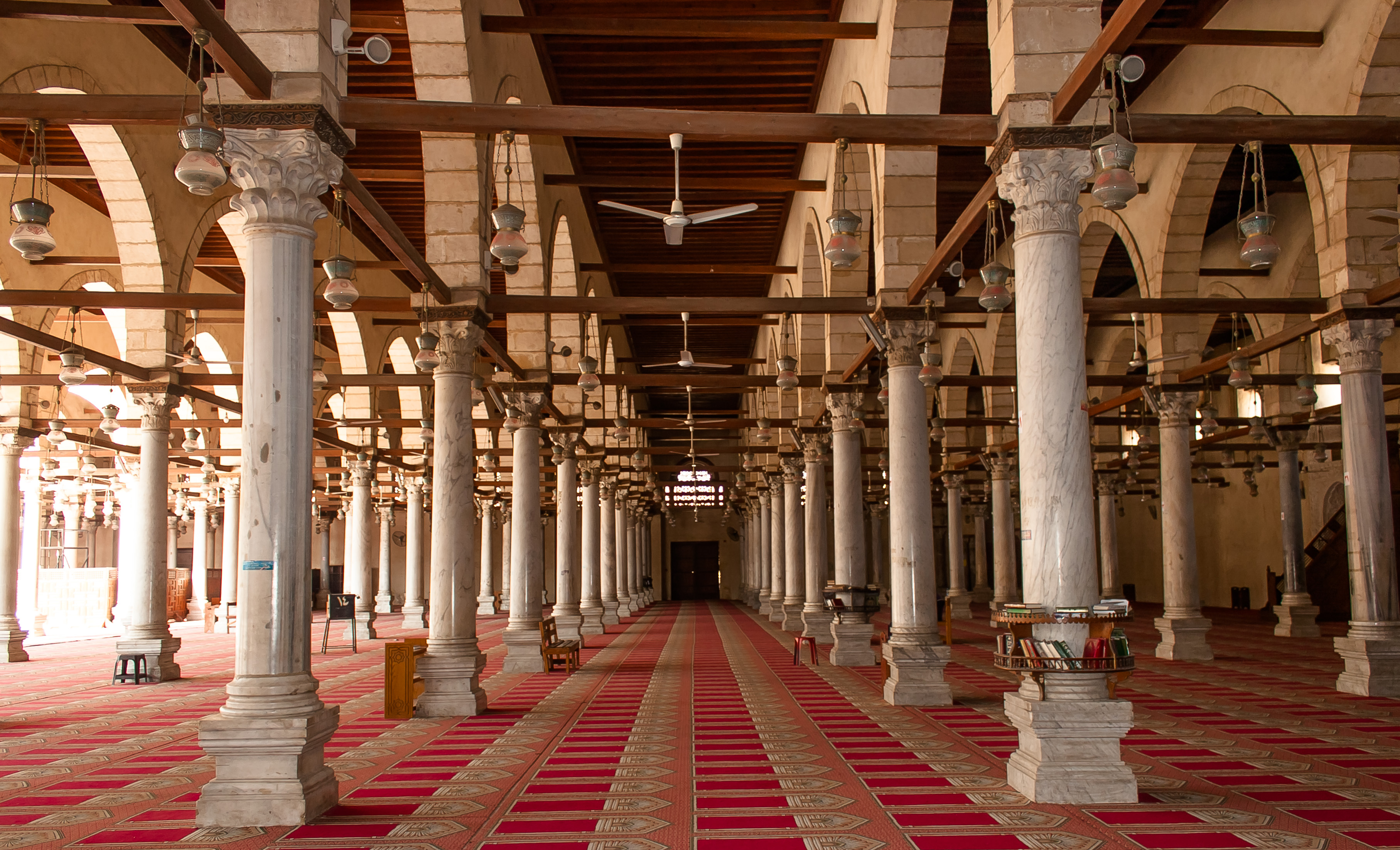
Mosquée Amr ibn al-As, fondée au VIIe siècle en tant que première grande mosquée de Fostat, Égypte.

Depuis les premières périodes de l'islam, une distinction fonctionnelle existait entre les grandes mosquées centrales construites et contrôlées par l'État et les petites mosquées locales construites et entretenues par la population générale. Dans les premières années de l'Islam, sous les califes Rashidun et de nombreux califes omeyyades, chaque ville n'avait généralement qu'une seule mosquée du vendredi où les prières du vendredi avaient lieu, tandis que de plus petites mosquées pour les prières régulières étaient construites dans les quartiers locaux. En fait, dans certaines parties du monde islamique comme en Égypte, les services du vendredi n'étaient initialement pas autorisés dans les villages et dans d'autres zones en dehors de la ville principale où se trouvait la grande mosquée. Le dirigeant ou le gouverneur de la ville construisait généralement sa résidence (le dar al-imara) à côté de la grande mosquée, et à cette époque primitive, le dirigeant prononçait également le khutbah (sermon du vendredi) pendant les prières du vendredi,. Cette pratique a été héritée de l'exemple de Mahomet et a été transmise aux califes après lui. Dans les provinces, les gouverneurs locaux qui régnaient au nom du calife devaient livrer le khutbah pour leur communauté locale. Le minbar, une sorte de chaire à partir de laquelle le khutbah était traditionnellement donné, est également devenu un élément standard des mosquées du vendredi au début de l'époque abbasside (fin du VIIIe siècle),.

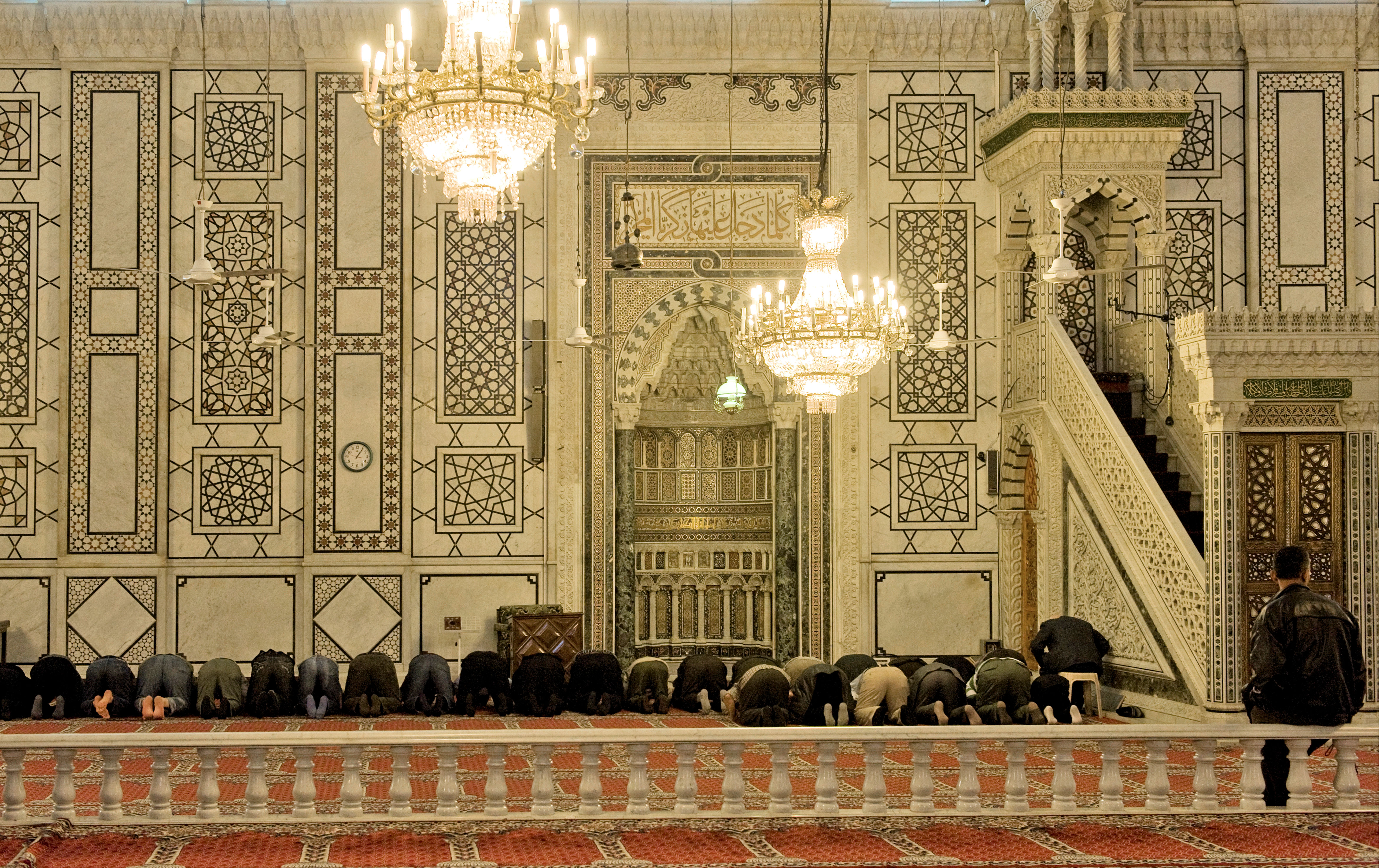
Le mihrab de la Grande Mosquée des Omeyyades à Damas aujourd'hui, avec le minbar à droite.

Au cours des siècles suivants, alors que le monde islamique devenait de plus en plus divisé entre différents États politiques, que la population musulmane et les villes augmentaient, et que de nouveaux dirigeants souhaitaient laisser leur marque de patronage, il est devenu courant d'avoir plusieurs mosquées congrégationnelles dans la même ville,. Par exemple, Fostat, la prédécesseure du Caire moderne, a été fondée au VIIe siècle avec une seule grande mosquée (la mosquée Amr ibn al-As). Cependant, au XVIIe siècle, sous les Mamelouks, l'agglomération urbaine du Caire et de Fostat comptait 130 mosquées congrégationnelles. En fait, la ville est devenue tellement saturée de mosquées congrégationnelles qu'à la fin du XVe siècle, ses dirigeants pouvaient rarement en construire de nouvelles. Une prolifération similaire de mosquées congrégationnelles s'est produite dans les villes de Syrie, d'Irak, d'Iran et du Maroc, ainsi que dans la récemment conquise Constantinople sous la domination ottomane.

## Architecture et fonction
Les mosquées congrégationnelles fonctionnent comme un espace communautaire, permettant la prière et l'engagement social. Les mosquées congrégationnelles ont un rôle crucial dans les pratiques islamiques des communautés. Cependant, lors de l'examen des similitudes et des différences entre les mosquées congrégationnelles, l'influence architecturale régionale est évidente. Cela est dû en partie au fait que le Coran n'indique pas de paramètre architectural pour la mosquée congrégationnelle. Pendant la prière du vendredi, la mosquée congrégationnelle doit accueillir tous les membres masculins de la communauté. La population varie d'une région à l'autre, ce qui signifie que chaque région doit accueillir un nombre différent de personnes, de sorte que chaque mosquée congrégationnelle a une échelle différente. Le Coran souligne que la salle de prière doit accueillir la population de la communauté. Presque toutes les mosquées congrégationnelles disposent d'un minbar, qui est une plate-forme surélevée où le sermon du vendredi est donné. Le minbar est généralement placé près du mur de la qibla, ce qui signifie que les prières se feront en direction de La Mecque.